# 原型 (雄型)
原型（げんがた）は、鋳造やプレス加工などで、製品とほぼ同形の、最初に用意される雄型。正確には原型模型と呼ばれる。フィギュアについては「げんけい」とも読む。
原型から、原型や製品と凹凸が逆の雌型（鋳型、金型、あるいは単に型などと呼ばれる）が作られ、雌型から製品が作られる。なお、原型→雌型→製品ではなく、原型→雌型→雄型→雌型→製品という工程をとる製法もある（レコードなど）。
原型は製品とほぼ同形ではあるが、鋳造の場合、製品（鋳造品）の素材によっては固化時に収縮するため、鋳造品が原型より少しだけ小さくなるので、伸尺（のびじゃく）といって、収縮分を見越して大きくした物指しを昔は使用した。
通常、1つの原型から1つないし少数の雌型が作られ、それから製品が大量生産される。ただし、原型と雌型を1回のみの使用で破壊し、製品を1つしか作らない製法（砂型）もある（大仏など）。

## 原型素材の例
原型は、最終製品と違い耐久性は必要ないので、柔らかく加工しやすい素材で作られる。また必要に応じて、複数の素材が併用される。
原型を作るのではなく、人体、生物などすでにあるものを原型として利用することもある。その場合には、現型（げんがた）という漢字を用いる。
- 土粘土（原型について単に「土」と言った場合、土粘土のことである）
- 油粘土
- インダストリアルクレイ
- 木材
- 合成木材
- ろう（ワックス）
- 発泡スチロール
- 発泡ウレタン
- 針金（粘土を盛り付けるなどの骨格にする）